# Луций Квинкций (народный трибун)
Лу́ций Кви́нкций (лат. Lucius Quinctius; родился не позднее 117 года до н. э. — умер, по одной из версий, в 40 году до н. э.) — древнеримский государственный и военный деятель из плебейского рода Квинкциев, народный трибун 74 года до н. э. и претор в 68 или 67 году до н. э.

## Происхождение
Луций принадлежал к знатному плебейскому роду, который в старину считался патрицианским, и являлся homo novus. Канадский исследователь Г. Самнер на основании одной едкой фразы у Цицерона полагает, что рождение Квинкция следует отнести к 125 году до н. э., при этом утверждая, что родился он точно не позже 117 года. 

## Биография
Возможно, первое упоминание о Луции Квинкции в сохранившихся источниках относится ко времени гражданской войны 83—82 годов до н. э. Тогда в Цизальпийской Галлии сторонники Гая Мария-младшего, возглавляемые консулом Папирием Карбоном, вели позиционную борьбу с сулланцами, в числе которых оказался Марк Теренций Варрон Лукулл. Роберт Броутон, исходя из того, что Марк Лукулл на тот момент был легатом (существует версия, что он обладал полномочиями проквестора или пропретора), осторожно предположил, что его визави, некто Квинкций (вполне возможно, будущий противник старшего брата Марка), тоже мог находиться в этом звании. В битве у Фиденции пятидесяти когортам Квинкция противостояли всего лишь шестнадцать вражеских. И, тем не менее, войска Квинкция были разбиты; его потери источники оценивают в десять или даже в восемнадцать тысяч человек убитыми. 
Благодаря сохранившейся речи Гая Лициния Макра к римскому народу известно, что во время своего трибуната в 74 году до н. э. Квинкций отличился яростным сопротивлением конституционным реформам Суллы, требуя восстановления прав трибунской власти, отнятых диктатором. Против инициатив Квинкция выступил действующий консул Луций Лициний Лукулл, который «многочисленными частными беседами и публичными увещаниями убедил трибуна отказаться от своих планов и унять своё честолюбие».

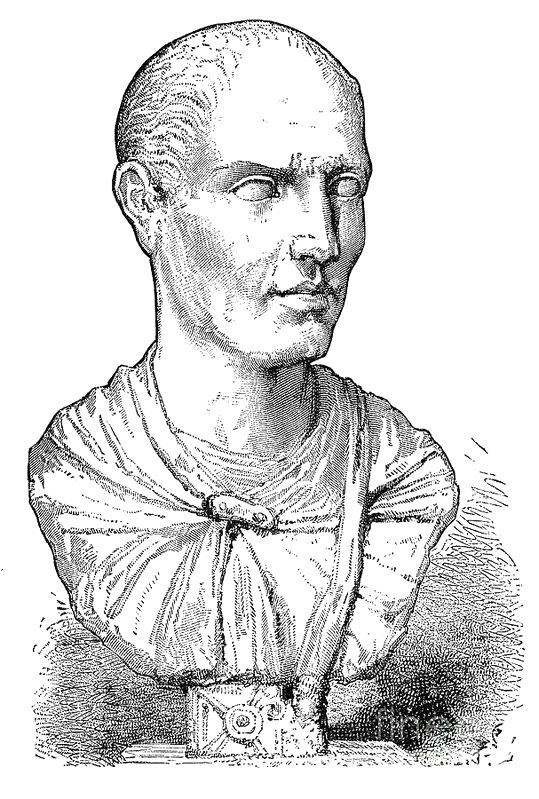
Длительное время врагом Лукулла являлся Луций Квинкций

Спустя пару лет, в 71 году до н. э., Луций снова служил легатом (на этот раз в армии Марка Лициния Красса), участвуя в подавлении широкомасштабного восстания рабов. Коннице Квинкция было поручено отвлекать предводителя восставших, Спартака, во время сражения Красса с отрядом Каста и Гая Ганника, с чем она успешно справилась, но затем, однако, потерпела поражение. Согласно Плутарху, «за Спартаком, отступавшим после поражения к Петелийским горам, следовали по пятам Квинтий, один из легатов Красса, и квестор Скрофа. Но когда Спартак обернулся против римлян, они бежали без оглядки и едва спаслись, с большим трудом вынеся из битвы раненого квестора». В 70 году Квинкций, вероятно, выступал в поддержку закона Аврелия (Lex Aurelia iudiciaria), согласно которому судебные коллегии стали формироваться из сенаторов, всадников и эрарных трибунов. По разным версиям, в 68 или 67 году до н. э. Луций был избран претором и вновь выступил против Луция Лукулла, предлагая отнять у того командование в войне против Митридата VI. Согласно Саллюстию, Лукулл даже предложил Квинкцию взятку, но это не сработало: одна из завоёванных полководцем территорий, Киликия, всё-таки, была передана проконсулу Квинту Марцию Рексу.

## Последние годы жизни
Последние сообщения о Луцие Квинкции, по-видимому, относятся к эпохе гражданских войн конца 40-х годов до н. э. Так, британский антиковед Т. Уайзмен предположил, что, возможно, именно Квинкций как раз и оказался тем четвёртым сенатором во втором проскрипционном списке, которого вскользь упоминает Аппиан (античный автор при этом уточнил, что приговорённый был «тестем Азиния»). В случае, если гипотеза учёного верна, становятся известны обстоятельства смерти Луция: он, согласно Аппиану, являясь «зятем бывшего в то время консулом Азиния Поллиона, бежал морем, но не будучи в силах перенести невзгоды бури, бросился в пучину». Его предполагаемый суицид Франсуа Инар датирует 40 годом до н. э.